# Rhipidocephala umbripennis
Rhipidocephala umbripennis là một loài ruồi trong họ Asilidae. Rhipidocephala umbripennis được Loew miêu tả năm 1858. Loài này phân bố ở vùng nhiệt đới châu Phi.